# Rhizotrogina
Rhizotrogina  es una subtribu de coleópteros escarabeidos que contiene los siguientes géneros.

## Géneros
- Amadotrogus Reitter, 1902
- Amphimallon Lepeletier & Audinet-Serville, 1825
- Aplidia Hope, 1837
- Chioneosoma Kraatz, 1881
- Firminus Coca-Abia, 2004
- Geotrogus Guerin-Meneville, 1842
- Gnaphalostetha Reiche, 1856
- Holochelus Reitter, 1889
- Lasiopsis Erichson, 1848
- Madotrogus
- Monotropus Erichson, 1847
- Pseudotrematodes du Val, 1860
- Rhizotrogus Lepeletier & Serville, 1825
- Tosevskiana Pavicevic, 1985